# Генрих I Яворский
Генрих I Яворский (пол. Henryk I jaworski, 1292/1296 — 15 мая 1346) — князь (с братьями) Яворский, Львувецкий и Свидницкий (1301—1312), князь Яворский и Львувецкий с 1312 года, князь Глогувский с 1337 года.

## Биография
Генрих был третьим (вторым из выживших) сыном Яворского князя Болеслава I Сурового и Беатрисы Бранденбургской. Так как во время смерти отца в 1301 году он был ещё мал, то до 1305 года находился под опекой матери и дяди Германа I, маркграфа Бранденбург-Зальцведельского, а с 1305 — под опекой старшего брата Бернарда. В 1307 году был объявлен совершеннолетним, и стал помогать брату в управлении.
В 1312 году был произведён первый раздел отцовского наследства: Генрих получил отдельный удел, в который вошли Явор и Львувек.
Как и его отец и старший брат, Генрих проводил политику, направленную на сохранение независимости своих владений, и отказывался покоряться кому-либо из мощных соседей. В результате он сблизился с оппозицией власти короля Яна Люксембургского, представленной вдовой короля Вацлава II Эльжбетой Рыксой и её любовником, магнатом Йиндржихом из Липы. В 1316 году Эльжбета против воли короля Яна устроила помолвку с Генрихом своей дочери Анежки, что сделало его потенциальным претендентом на чешскую корону. Вскоре после этого с согласия Эльжбеты Генрих прибыл с войсками в выделенный ей в качестве вдовьей доли Градец-Кралове, откуда стал поддерживать противников Яна. Однако два года спустя при посредничестве Людвига IV Баварского Генрих примирился с Яном Люксембургским.
В 1319 году скончался, не имея наследника, маркграф Вальдемар Бранденбург-Штендальский, и с ним прервалась бранденбургская ветвь Асканиев. Через свою мать Генрих являлся одним из ближайших родственников покойного маркграфа. Решив получить часть наследства, он захватил восточную Лужицу и Гёрлиц; в это же время западную Лужицу с Баутценом занял Ян Люксембургский. Император Людовик IV, ставший сувереном Бранденбурга после смерти Вальдемара, формально признал раздел, но Ян Люксембургский не смирился с потерей части Лужицы, поэтому в августе-сентябре 1319 года между Яном и Генрихом состоялась короткая война, завершившаяся признанием статус-кво оспариваемой территории.
Десять лет спустя по неизвестной причине жители Гёрлица попросили Яна Люксембургского принять их в чешское подданство. Генрих согласился на это, и обменял эту территорию на Трутнов и Градец-Кралове, которые были переданы ему Яном Люксембургским лишь на время его жизни. После этого из лужицких городов у Генриха остались лишь Любань, Циттау и Пшевуз. 4 января 1337 года Генрих обменял свои последние владения в Лужице на Глогув (также переданный ему Яном Люксембургским лишь на время его жизни). Эти приобретения сделали Генриха независимым союзником чешской короны и одним из самых мощных пястовских князей в Силезии. Вскоре после этого, в обмен на Конты-Вроцлавске, Генрих принёс Люксембургам вассальную присягу.

## Семья
В 1319 году Генрих формально женился на Анежке (1305—1337), дочери чешского короля Вацлава II. Так как они имели четвёртую степень родства, то на брак требовалось разрешение римского папы, которое было дано лишь в 1325 году. Хотя Анежке и удалось забеременеть, но после падения с лошади у неё случился выкидыш, и пара осталась бездетной. Не имея наследника мужского пола, Генрих завещал свои владения своему племяннику Болеславу II Малому.